# Владимир Рюрикович
Владимир Рюрикович (1187 — 3 марта 1239) — князь переяславский (1206—1210), смоленский (1212—1219), овручский (1219—1223, 1236—1239) и великий князь Киевский (1223—1235, 1235—1236). Сын Рюрика Ростиславича.

## Ранняя биография
В 1204 году вместе со старшим братом Ростиславом попал в плен к Роману Галицкому, постригшему в монахи его отца.
Участвовал в борьбе своего отца против Всеволода Чермного в 1206—1210 годах, возглавлял поход на Литву в 1207 году, участвовал в Липицкой битве (1216 год). Летопись сообщает о вокняжении Владимира в Киеве в 1219 году, что обычно понимается как его вокняжение в Киевской земле, предположительно в Овруче, по смерти его старшего брата Ростислава. Участвовал в битве на Калке.

## Великое княжение
После гибели на Калке Мстислава Старого Владимир занял великое киевское княжение. В 1225—1227 годах помогал своему другому двоюродному брату, Мстиславу Галицкому, в борьбе против польских феодалов и Даниила Волынского, затем в союзе с Михаилом Черниговским — против Даниила (осада Каменца (1228)).
Ещё в начале 1231 года Владимир оставался в союзнических отношениях и с суздальскими Юрьевичами (на дочери Владимира женился старший сын Юрия Всеволодовича (1230)), и с Михаилом Черниговским (киевский съезд (1231)), однако когда Юрьевичи нанесли удар по черниговским владениям (осада Серенска (1231)), в результате чего Михаил вынужден был отказаться от борьбы за Новгород, и когда Смоленск был захвачен сыном Мстислава Старого Святославом (1232), Михаил активно включился в борьбу за Киев, а Владимир пошёл на сближение с Даниилом, отдав ему Поросье (Даниилом затем передано сыновьям Мстислава Удатного).
Союзником Михаила стали половцы и князь Изяслав (пот различным версиям, северский князь либо сын Мстислава Старого или Мстислава Удатного). В ответ Владимир вместе с Даниилом осаждал Чернигов, но был разбит под Торческом, попал в плен к половцам вместе с женой и лишился киевского княжения в пользу Изяслава (1235).
Согласно Новгородской первой летописи, выкуплен из плена за счёт средств «немцев» (возможно, немецких купцов в Киеве). Во время повторного княжения в Киеве (конец 1235—лето 1236) посылал чёрных клобуков в помощь Даниилу Романовичу под Каменец против галичан и болоховцев. В 1236 году уступил Киев Ярославу Всеволодовичу (подробнее см. Киевский поход Ярослава Всеволодовича).
Согласно списку князей в начале Ипатьевской летописи, повторно княжил в Киеве накануне монгольского нашествия после Ярослава Всеволодовича (киевское княжение 1236—1238 годы) вместо Даниила Галицкого (контролировал Киев в 1240 году).
При потере киевского княжения в 1235 и 1236 годах, как и его отец, судя по всему, не возвращался в Смоленск, где княжили последовательно его двоюродные племянники Святослав (1232 — ок.1238 года) и Всеволод (ок. 1238—?) Мстиславичи, а оставался на юге, в Овруче. Умер в день взятия монголами Переяславля Южного.

## Семья и дети
- Ростислав Владимирович (князь овручский)
- Марина — с 1230 года замужем за Всеволодом, сыном Юрия Всеволодовича Владимирского
- дочь — замужем за Александром Всеволодовичем Белзским
- Андрей Владимирович (князь вяземский)